# Ruggero Bernardo II di Foix
Ruggero Bernardo II, detto il Grande; in occitano Rogièr Bernat II de Fois e in francese: Roger-Bernard II de Foix (1190 circa – 26 maggio 1241), fu conte di Foix dal 1223 fino alla sua morte.
Il periodo della sua vita, e del suo regno, fu caratterizzato dagli eventi bellici della Crociata albigese nella quale Ruggero Bernardo ed il padre Raimondo Ruggero svolsero un ruolo determinante dalla parte dei prìncipi occitani.

## Origine

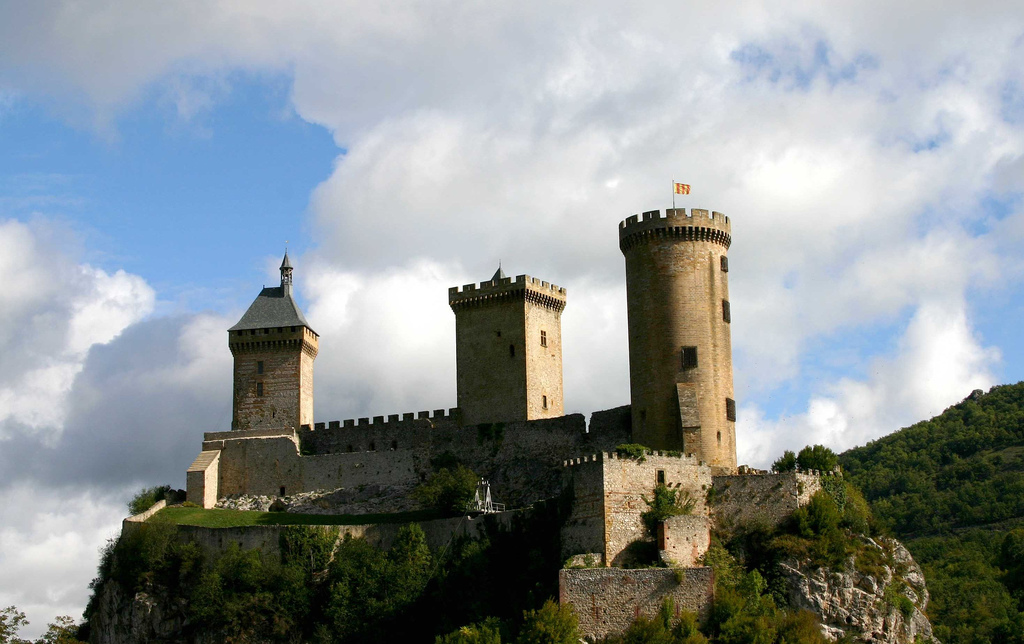
Il castello di Foix

Ruggero Bernardo, come risulta dal testamento del padre del 1222 della Histoire Générale de Languedoc, Tome V, era l'unico figlio maschio legittimo del conte di Foix, Raimondo Ruggero (1152 – 1223) e della moglie Filippa (come ci conferma la Chroniques romanes des comtes de Foix), che, secondo la Histoire des comtes de Foix, discendeva dalla nobile famiglia catalana dei Moncada.
Raimondo Ruggero di Foix, secondo il documento n° XXXIII, datato marzo 1199 della Histoire Générale de Languedoc, Tome V, era figlio del conte di Foix, Ruggero III (bonæ memorie dominus Raymundus Rogerii pater noster...etiam comes Fuxi) e della moglie Cecilia Trencavel, che era figlia del visconte di Carcassonne, d'Albi e di Béziers, Raimondo I Trencavel e della sua prima moglie, Adelaide, di cui non si conoscono gli ascendenti.

## Biografia
Ruggero Bernardo, nel 1211, combatté con suo padre le battaglie di Lavaur e di Castelnaudary.

Nell'autunno del 1215, suo padre, Raimondo Roggero accompagnò il conte di Tolosa, Raimondo VI, a Roma, ove dall'11 novembre si riuniva il IV Concilio Lateranense. Raimondo VI si dichiarò disposto ad abdicare immediatamente a favore del figlio, ma questo compromesso fu respinto e la contea di Tolosa, fu assegnata a Simone di Montfort, che l'aveva conquistata, mentre la contea di Foix, invece fu presa in custodia dalla chiese cattolica finché il conte, Raimondo Ruggero, non avesse dimostrato la sua innocenza di fronte all'accusa di eresia; Raimondo Ruggero in seguito trovò ascolto allorché egli replicò alle accuse di eresia contro di lui dichiarando la sorella Esclarmonde unica responsabile della presenza dei càtari a Montségur.
Nel 1217, Ruggero Bernardo difese per sei settimane la rocca di Montgrenier dai crociati e nel 1218 prese parte alla difesa di Tolosa, ove fu ucciso il comandante delle truppe crociate, Simone di Montfort. Successivamente partecipò alle battaglie contro il figlio di quest'ultimo, Amaury di Montfort liberando varie città fra le quali Limoux e Lavaur.
Assieme al padre, Raimondo Ruggero combatté i crociati in Lauragais e nel 1220, con Raimondo VII di Tolosa, conquistò Castelnaudary, il cui difensore Guido di Montfort, figlio di Simone, perse la vita in combattimento. In quello stesso anno, Raimondo VI di Tolosa garantì a suo padre Raimondo Ruggero, a Ruggero Bernardo ed a suo figlio, Ruggero (Raymundo Rogerii eadem gratia comiti Fuxi et Rogerio Bernardi filio vestro, et filio dicti Rogerii Bernardi) alcune proprietà (Montis-Albani et Altis-montis et Montis-acuti et Insulæ-amatæ).
Ruggero Bernardo aiutò il padre nella cacciata dei crociati dalla contea di Foix sino alla presa di Mirepoix, una delle città più importanti della contea. Pochi giorni dopo però il conte suo padre, che l'anno prima aveva fatto testamento morì, come risulta dal documento n° XV.I della Histoire Générale de Languedoc, Tome V; per il cronachista latino del XIII secolo, autore di una storia sul catarismo e sulla crociata albigese, Guillaume de Puylaurens, la morte avvenne, nel 1222, non per una ferita, ma a causa di un'ulcera (au siège de Mirepoix non d´une blessure mais d´un ulcère malin) e Ruggero Bernardo gli succedette; un anno prima era morto il conte di Tolosa, Raimondo VI.
Dopo che il 14 gennaio 1224 il giovane visconte Raimondo II di Trencavel era entrato in Carcassonne, Amaury di Montfort abbandonò la lotta, i conti occitani si rappacificarono con la Chiesa e la crociata finì con un l'insuccesso dei crociati stessi.
Il re di Francia Luigi VIII tuttavia raccolse le preoccupazioni di Papa Onorio III sulla necessità di concludere positivamente la crociata contro gli albigesi e convocò nel 1225 un concilio a Bourges per intraprendere una seconda crociata che lui stesso volle personalmente condurre, passando da Avignone, Béziers e Carcassonne; questa volta i conti della Linguadoca non poterono far fronte alla nuova minaccia. Il 16 giugno 1226 la città di Carcassonne si sottomise al re, il quale tuttavia pochi mesi dopo morì in Alvernia, per l'esattezza a Montpellier, l'8 novembre 1226. Ruggero Bernardo, nel settembre del 1226 aveva stretto un patto col conte di Tolosa Raimondo VII, per resistere al re di Francia e alla chiesa. Ruggero Bernardo poté così resistere a Limoux fino al luglio 1227, ma senza un significativo sostegno militare dovette infine arrendersi al siniscalco di Carcassonne, Umberto V di Beaujeu.
Ruggero Bernardo, dopo essere stato sollecitato dal conte di Tolosa, riconobbe nel 1229 le norme del Trattato di Meax-Parigi ed a Melun, nel mese di settembre si sottomise, con la sua contea, alla corona di Francia e alla chiesa che l'aveva scomunicato, nel 1227. Con questo dovette accettare la perdita di Mirepoix e di Montségur, che era ancora in mano càtara, i cui feudi sarebbero andati direttamente alla corona, però poté tenersi posizioni importanti quali Montgaillard, Cher, Rabat e Saverdun. Per di più Roger Bernard dovette accettare nella sua contea l'intervento dell'Inquisizione, contro la quale più volte egli aveva combattuto. Rinunciò poi ad ogni politica antifrancese, cosicché nel 1240 rifiutò il suo aiuto a Raimondo di Trencavel nel tentativo di quest'ultimo di occupare nuovamente Carcassonne, mantenendo il suo appoggio al conte di Tolosa, che si apprestava a ribellarsi al re di Francia, Luigi IX il Santo. Invece Ruggero Bernardo non rinunciò alla politica espansionista dei suoi predecessori, con il fine di ampliare nuovamente la sua contea nella zona meridionale dei Pirenei. Nella lite sulla sovranità della valle di Caboet, Ruggero Bernardo finì con impelagarsi in un conflitto pluriennale contro il potente vescovo di Urgell, che condusse, nel lungo termine, alla creazione del principato di Andorra.
Ruggero Bernardo morì il 26 maggio 1241, in pace con la Chiesa cattolica, la quale nel 1240 lo riaccolse, assolvendolo a Durfort, dopo averlo scomunicato, per la seconda volta, nel 1239; per Guillaume de Puylaurens, la morte avvenne, il 4 maggio. La sua salma fu inumata nell'Abbazia di Boulbonne).
Gli succedette il figlio, Ruggero.

## Matrimoni e discendenza
Ruggero Bernardo aveva sposato, in prime nozze, Ermesinda di Castelbon(† 1230 circa), figlia di Arnaldo visconte di Castelbon e della di lui moglie Arnalda di Caboet, come risulta dal documento n 31 delle Relations politiques des comtes de Foix avec la Catalogne jusqu'aucommencement du XIVe siècle. Il matrimonio era già stato contrattualmente combinato dai genitori della coppia il 10 gennaio 1202 a Tarascona e doveva costituire le fondamenta dell'alleanza fra le due famiglie, oltre a suggellare l'ingresso della famiglia di Foix nella successione dei Castelbon, anche se l'anno dopo Arnaldo aveva promesso al conte di Urgell, Ermengol VIII, che non avrebbe più dato in sposa a Ruggero Bernardo Ermesinda. Ermesinda era, come il padre, di fede càtara. Non si conosce l'anno esatto, ma poi il matrimonio fu celebrato. Nel 1226, alla morte del padre, Arnaldo, Ermesinda divenne viscontessa di Castelbon, ma morì pochi anni dopo, nel 1230; il testamento di Ermesinda, contessa di Foix e viscontessa di Castelbon è datato 28 dicembre 1229.
Ruggero Bernardo da Ermesinda ebbe due figli:
- Ruggero[7] († 24 febbraio 1265), che succedette al padre come conte di Foix[21] e alla madre come visconte di Castelbon
- Esclarmonde[23] († ?), andata sposa, nel 1231[26], a Raimondo Folco V, visconte di Cardona[27]

Nel 1232 Ruggero Bernardo aveva sposato, in seconde nozze, Ermengarda di Narbona, una delle figlie del visconte di Narbona Aimaro III e della di lui moglie Margherita di Marly, come ci viene confermato dal documento n° CLXIX della Histoire générale de Languedoc, Notes, tomus V.
Ruggero Bernardo da Ermengarda ebbe una figlia:
- Cecilia († 1270), che, nel 1256[29], fu la seconda moglie (sororem Rogerii comitis Fuxensis...Cœcilia) di Alvaro de Cabrera, conte di Urgell, come ci conferma la Ex gestis comitum Barcinonensium[30].

## Ascendenza
|                             |   |                      | Genitori                              |  |  | Nonni |  |  | Bisnonni            |  |  | Trisnonni          |  |
|                             |   |                      |                                       |  |  |       |  |  | Ruggero III di Foix |  |  | Ruggero II di Foix |  |
|                             |   |                      |                                       |  |  |       |  |  | Ruggero III di Foix |  |  | Ruggero II di Foix |  |
|                             |   | Stefania di Besalu   |                                       |  |  |       |  |  | Ruggero III di Foix |  |  |                    |  |
| Ruggero Bernardo I di Foix  |   |                      |                                       |  |  |       |  |  | Ruggero III di Foix |  |  |                    |  |
|                             |   | Jimena di Barcellona | Raimondo Berengario III di Barcellona |  |  |       |  |  |                     |  |  |                    |  |
|                             |   | Jimena di Barcellona | Raimondo Berengario III di Barcellona |  |  |       |  |  |                     |  |  |                    |  |
|                             |   | Jimena di Barcellona | Maria Diaz de Vivar                   |  |  |       |  |  |                     |  |  |                    |  |
| Raimondo Ruggero di Foix    |   | Jimena di Barcellona |                                       |  |  |       |  |  |                     |  |  |                    |  |
|                             |   | Raimondo I Trencavel | …                                     |  |  |       |  |  |                     |  |  |                    |  |
|                             |   | Raimondo I Trencavel | …                                     |  |  |       |  |  |                     |  |  |                    |  |
|                             |   | Raimondo I Trencavel | …                                     |  |  |       |  |  |                     |  |  |                    |  |
| Cecilia Trencavel           |   | Raimondo I Trencavel |                                       |  |  |       |  |  |                     |  |  |                    |  |
|                             |   | Adelaide             | …                                     |  |  |       |  |  |                     |  |  |                    |  |
|                             |   | Adelaide             | …                                     |  |  |       |  |  |                     |  |  |                    |  |
|                             |   | Adelaide             | …                                     |  |  |       |  |  |                     |  |  |                    |  |
| Ruggero Bernardo II di Foix |   | Adelaide             |                                       |  |  |       |  |  |                     |  |  |                    |  |
|                             | … | …                    |                                       |  |  |       |  |  |                     |  |  |                    |  |
|                             | … | …                    |                                       |  |  |       |  |  |                     |  |  |                    |  |
|                             | … | …                    |                                       |  |  |       |  |  |                     |  |  |                    |  |
| …                           | … |                      |                                       |  |  |       |  |  |                     |  |  |                    |  |
|                             |   | …                    | …                                     |  |  |       |  |  |                     |  |  |                    |  |
|                             |   | …                    | …                                     |  |  |       |  |  |                     |  |  |                    |  |
|                             |   | …                    | …                                     |  |  |       |  |  |                     |  |  |                    |  |
| Filippa di Moncada          |   | …                    |                                       |  |  |       |  |  |                     |  |  |                    |  |
|                             |   | …                    | …                                     |  |  |       |  |  |                     |  |  |                    |  |
|                             |   | …                    | …                                     |  |  |       |  |  |                     |  |  |                    |  |
|                             |   | …                    | …                                     |  |  |       |  |  |                     |  |  |                    |  |
| …                           |   | …                    |                                       |  |  |       |  |  |                     |  |  |                    |  |
|                             |   | …                    | …                                     |  |  |       |  |  |                     |  |  |                    |  |
|                             |   | …                    | …                                     |  |  |       |  |  |                     |  |  |                    |  |
|                             |   | …                    | …                                     |  |  |       |  |  |                     |  |  |                    |  |
|                             |   | …                    |                                       |  |  |       |  |  |                     |  |  |                    |  |

### Fonti primarie
- (LA)  Histoire Générale de Languedoc, Tome IV, Notess.
- (LA)  Histoire Générale de Languedoc, Tome V, Notess.
- (LA)  Histoire Générale de Languedoc, Preuves, Tome V.
- (LA)  Relations politiques des comtes de Foix avec la Catalogne jusqu'aucommencement du XIVe siècle.
- (LA)  Rerum Gallicarum et Francicarum Scriptores, tomus XIX Archiviato il 27 ottobre 2018 in Internet Archive..
- (OC, FR)  Chroniques romanes des comtes de Foix.

### Letteratura storiografica
- E.F. Jacob, Innocenzo III, in «Storia del mondo medievale», vol. V, 1999, pp. 5–53
- Frederik Maurice Powike, I regni di Filippo Augusto e Luigi VIII di Francia, in «Storia del mondo medievale», vol. V, 1980, pp. 776–828
- Charles Petit-Dutaillis, Luigi IX il Santo, in «Storia del mondo medievale», vol. V, 1980, pp. 829–864
- (FR)  Chronique de maître Guillaume de Puylaurens sur la guerre des Albigeois.